# Solana de los Barros
Solana de los Barros – gmina w Hiszpanii, w prowincji Badajoz, w Estramadurze, o powierzchni 65,03 km². W 2011 roku gmina liczyła 2770 mieszkańców.